# 9.11 테러 음모론
9.11 테러 음모론은 2001년 9월 11일 발생한 9.11 테러가 음모에 의해 발생했다고 하는 몇 가지 음모론을 말한다.

## 개요
9.11 테러에 대한 공식적인 견해는 "오사마 빈 라덴를 필두로하는 알 카에다가 일으킨 테러로, 중요 건축물 (정부 관련 시설이나 랜드 마크)을 표적으로 납치 된 여객기를 이용한 자살 폭탄 테러라고 주장한다.
이런 설이 제기되는 배경이 테러가 침체하고 있던 부시 행정부의 지지율을 올리고, 아프가니스탄 전쟁과 이라크 전쟁의 계기가 되어, 그것이 군수 산업에 이익을 가져왔다는 주장이 있다.
또 이러한 음모론은 국가 권력에 대한 불신과 반미 감정, 반유대 감정 등 때문에 존재한다는 주장도 있다.